# Jan Dirk Peereboom Voller
Jan Dirk Peereboom Voller (Den Haag, 21 december 1942) is een Nederlands architect.

## Leven en werk
Voller is de zoon van burgemeester mr. dr. Dirk Henri Peereboom Voller (1911-2000) en mr. Marie Nettie Sedee (1909-2000). Hij studeerde in 1970 af aan de TU Delft, waarna hij wetenschappelijk medewerker werd aan de TH Eindhoven.
Van 1977 tot 1985 was hij architect voor de Rijksgebouwendienst. In deze periode tekende hij voor het ontwerp van het gebouw van de Topografische Dienst te Emmen, zijn eerste grote project. Daarnaast doceerde hij bepaalde tijd aan de Academie voor Bouwkunst te Amsterdam.
In 1988 richtte hij met Pi de Bruijn, Frits van Dongen en Carel Weeber De Architekten Cie. op, daarnaast was hij in datzelfde jaar waarnemend Rijksbouwmeester.
In 2003 heeft hij de Ir. J.D. Peereboom Voller B.V. opgericht.

## Projecten
Enkele van zijn projecten (in chronologische volgorde) zijn:
- Topografische Dienst te Emmen
- Kamer van Koophandel te Den Haag
- Toren 4 van het World Fashion Centre te Amsterdam
- Paleis van Justitie te Arnhem
- Hogeschool van Amsterdam
- Stadskantoor Zwolle
- Warmte-krachtcentrale te Amstelveen
- 'Waterwoningen' te Almere
- Verkeerscentrale Wolfheze